# Ian Lake
Ian Lake (Nacido el 9 de marzo de 1982 en San Cristóbal y Nieves) es un futbolista profesional e internacional con la selección absoluta de su país, se desempeña en el terreno de juego como delantero y su actual equipo es el CRKSV Jong Holland equipo que participa en la Liga de Curazao Primera División.

## Trayectoria
- Newtown United  1998-2004

- Sabah FA  2004-2005

- Tobago United  2005-2006

- Newtown United  2007-2013

- CRKSV Jong Holland  2013-presente